# Яудзимс, Бернд
Бернд Яудзимс (нем. Bernd Jaudzims) - пловец в ластах ГДР.

## Карьера
Выступал за клуб «ASK Vorwärts Rostock» (Росток).
Занимаясь плаванием стал трёхкратным чемпионом ГДР:
- Чемпион ГДР - 1972 (1500 м вольным стилем);
- Чемпион ГДР - 1973 (400 м вольным стилем, 1500 м вольным стилем).
- Бронзовый призёр чемпионата ГДР - 1971 (1500 м вольным стилем).

Также занимался подводным плаванием. На чемпионате Европы в Потсдаме завоевал два индивидуальных золота и серебро в длинной эстафете. На первом чемпионате мира по подводному плаванию стал двукратным чемпионом.

## Образование
В 1980 году окончил Ростокский университет.

## Трудовая деятельность
С 1980 по 1985 год работал в Ростокском университете. В 1985 перешёл на работу на рыбный комбинат Ростока. Инженер-кораблестроитель по специальности.
В настоящее время работает в Technologiezentrum Warnemünde.